# Carl Frederik Aagaard

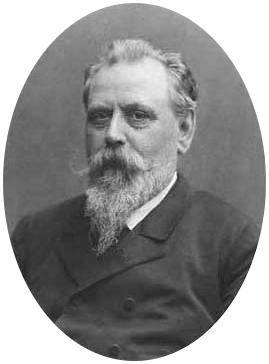

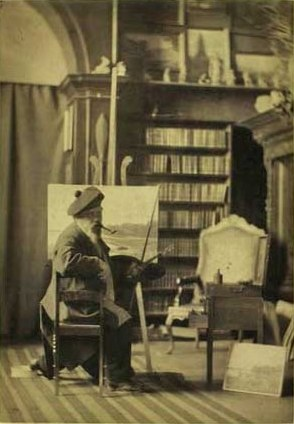

Carl Frederik Aagaard (* 29. Januar oder 31. Januar 1833 in Odense; † 2. November 1895 in Kopenhagen) war ein dänischer Landschaftsmaler.

## Leben
Im Alter von 19 Jahren kam Carl Frederik Aagaard, Sohn des Schuhmachermeisters Ole Pedersen Aagaard (1792–1865) und der Anna Ursula Thrane, geb. Winchler (1794–1872), als Student an die Königlich Dänische Kunstakademie Kopenhagen. Er studierte bei dem Dekorationsmaler Georg Christian Hilker (1807–1875) und arbeitete zusammen mit seinem älteren Bruder Johan Peter (1818–1879) auch als Xylograph und Radierer. Dann verließ er die Akademie, widmete sich seit 1853 der Landschaftsmalerei und wurde Schüler Peter Christian Skovgaards (1817–1875). Dieser hatte – nach eigenen Aussagen Aagaards – den größten Einfluss auf ihn. Am 1. Juli 1858 heiratete Aagaard in Kirke Saaby auf Seeland Anna Emilie Eline Pio (1836–1929), Tochter des Hornisten Pierre Theodor Pio.
Als Assistent Hilkers schuf Aagaard 1858/59 Wandmalereien in der landwirtschaftlichen Hochschule sowie 1860 in der Universität von Kopenhagen. Des Weiteren führte er in Zusammenarbeit mit  Heinrich Hansen in Roskilde dekorative Arbeiten in der zum dortigen Dom gehörigen Kapelle Christians IV. durch. Eigenständige Dekorationsmalereien schuf er u. a. im Dagmartheater und 1874 im königlichen Theater in Kopenhagen sowie ab 1877 in Waldkapellen Frijsenborgs.
Als Landschaftsmaler hatte Aagaard erstmals 1857 Werke mit großem Erfolg der Öffentlichkeit präsentiert und mit Fritvoksende Markblomster den Neuhausens-Preis gewonnen. 1865 streifte er den Sødrings-Preis für das Landschaftsbild Herbstmorgen im Jægersborg Dyrehave ein, das für die königliche Gemäldegalerie in Kopenhagen erworben wurde. 1866 stellte er in Stockholm aus. In den Jahren 1870/71 sowie – nun mit Unterstützung des Ancker-Stipendiums – 1875/76 unternahm er ausgedehnte Studienreisen in Italien. 1876 besuchte er auch Norwegen. Von diesen Reisen brachte Aagaard, der 1874 Mitglied der dänischen Kunstakademie geworden war, viele Skizzen mit, die später im Atelier die Basis seiner Ölgemälde bildeten.
Aagaard erreichte bei seinen Landschaftsbildern meist nicht die Ausdruckskraft seines Lehrers Skovgaard, errang aber immerhin im Laufe seiner 40-jährigen künstlerischen Tätigkeit eine beträchtliche Popularität. Bedeutsam sind vor allem seine Waldlandschaften sowie seine Strandbilder mit Motiven von Møn und Hellebæk. Er wurde mit zahlreichen Medaillen und Preisen ausgezeichnet; 1892 wurde er mit dem Titel „Professor“ geehrt. Im Alter von 62 Jahren starb er am 2. November 1895 in Kopenhagen.

## Ausstellungen (Auswahl)
- 1857–1896: Schloss Charlottenborg bei Kopenhagen: 155 Arbeiten.
- Stockholm, königl. Akademie 1866; 1869–1870.
- Kopenhagen, Nordische Kunstausstellung 1872; 1888.
- Paris, Weltausstellung (Exposition universelle) 1878.
- Lübeck, Deutsch-Nordische Handels- und Industrie-Ausstellung 1895.

## Galerie

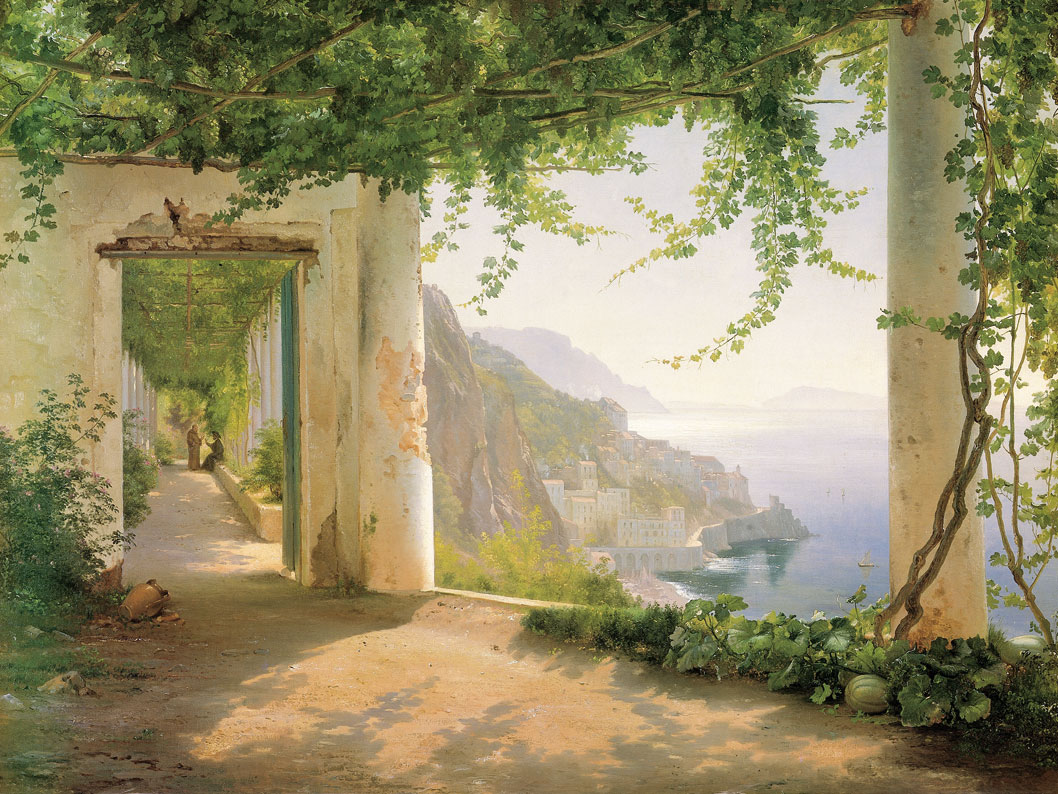
Amalfi dai Cappucini (Öl auf Leinwand)
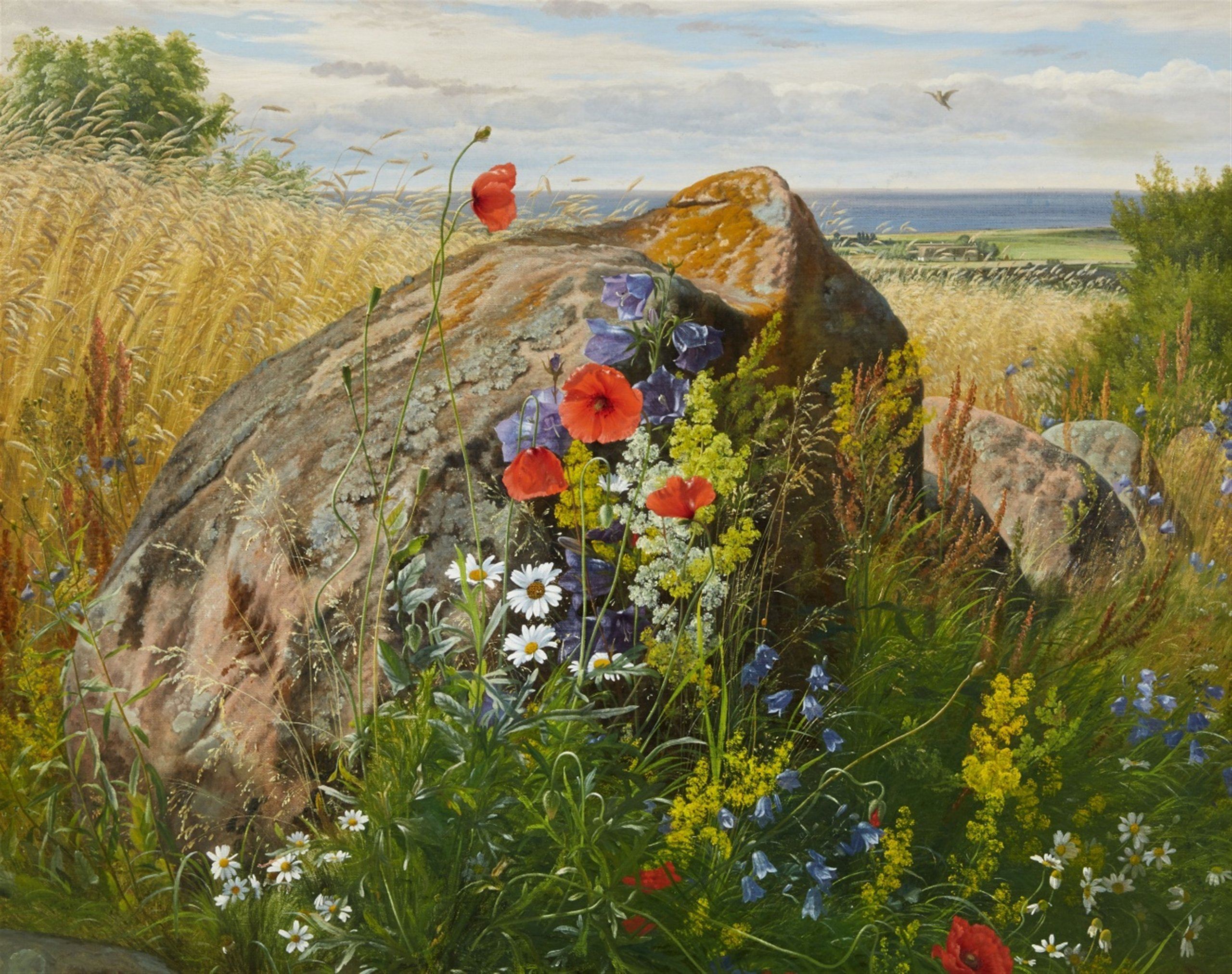
Wildblumen vor einem Getreidefeld (Öl auf Leinwand)
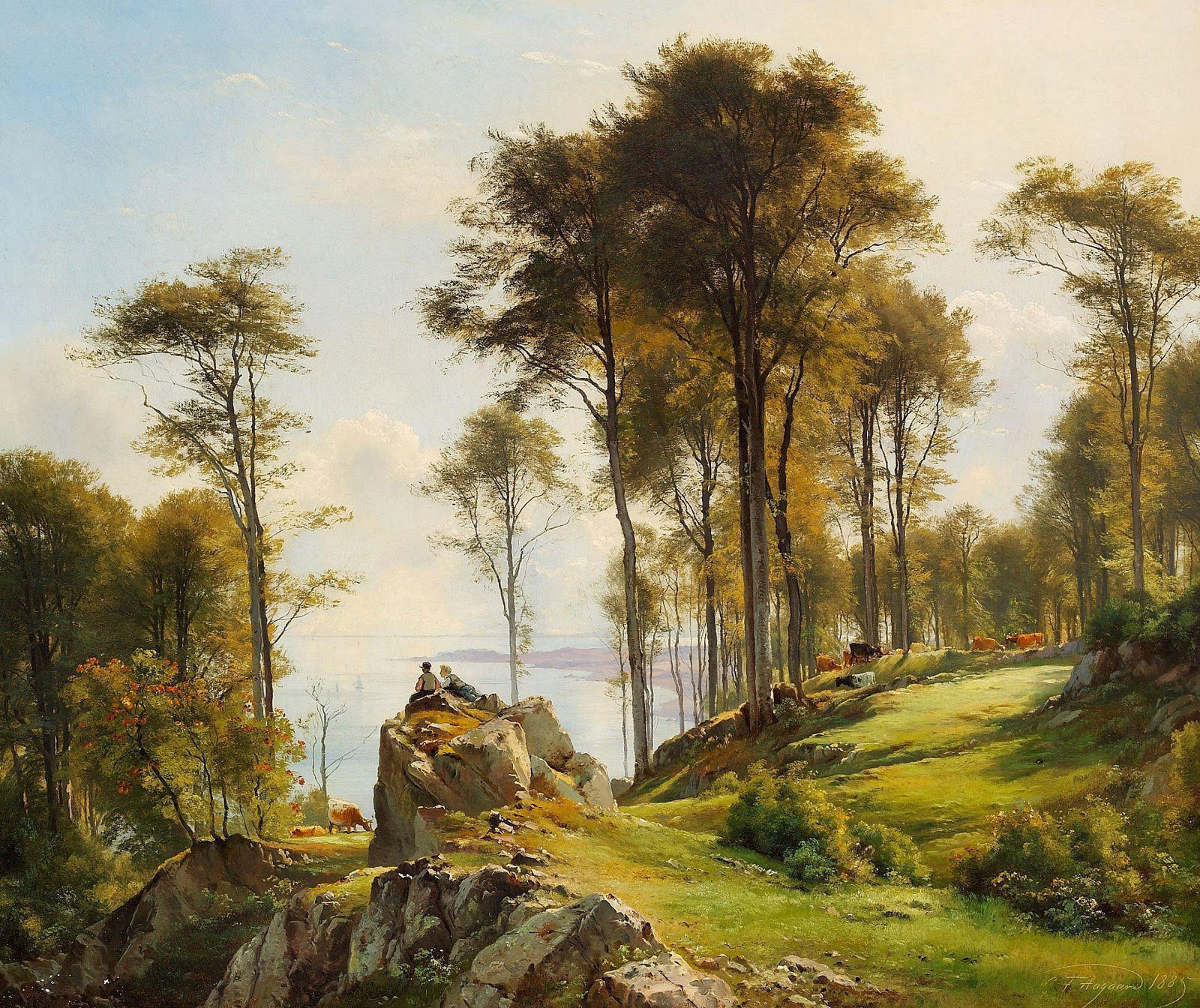
Zwei Schäferjungen (Öl auf Leinwand, 1885)
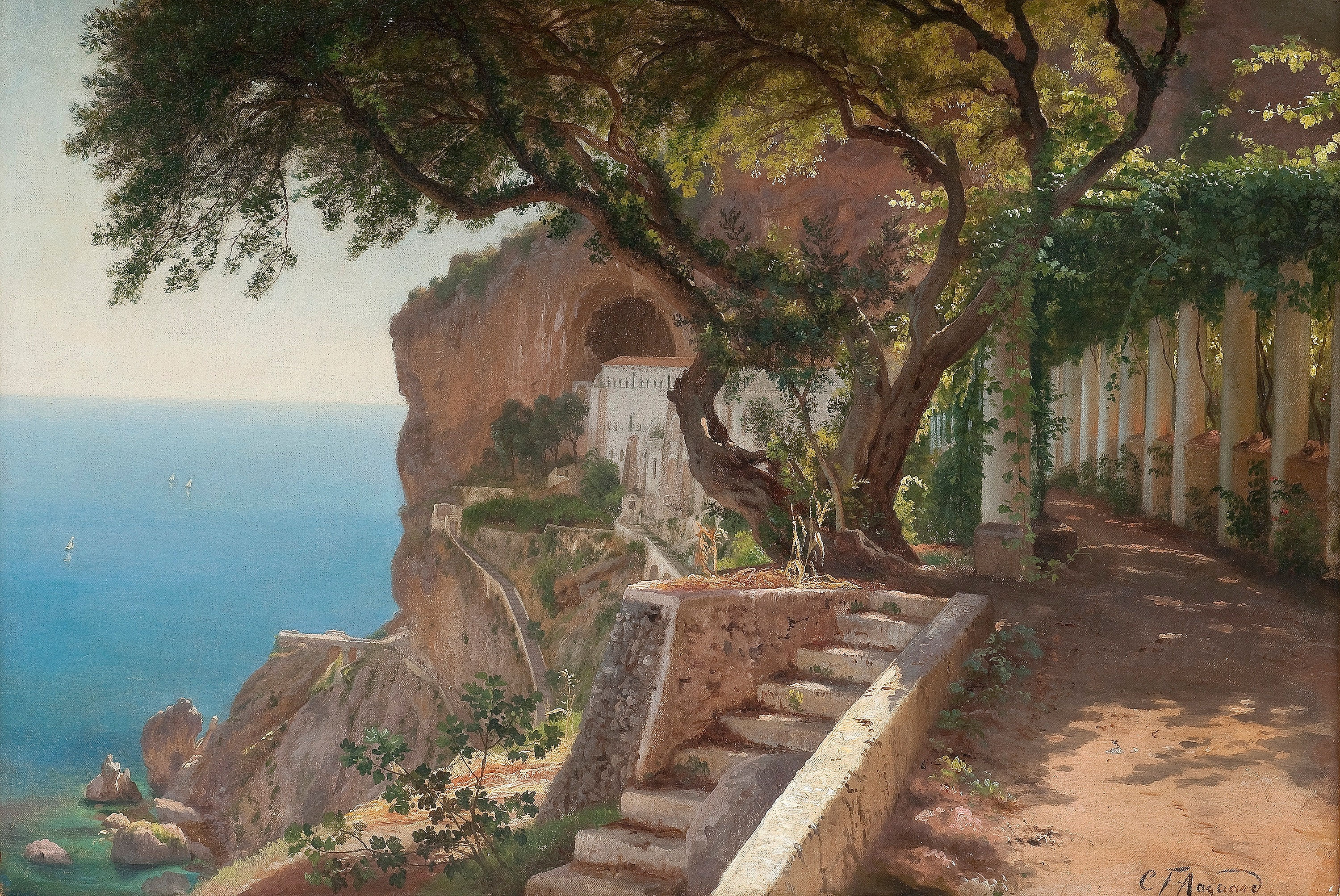
Pergola in Amalfi (Öl auf Leinwand, ca. 1880)
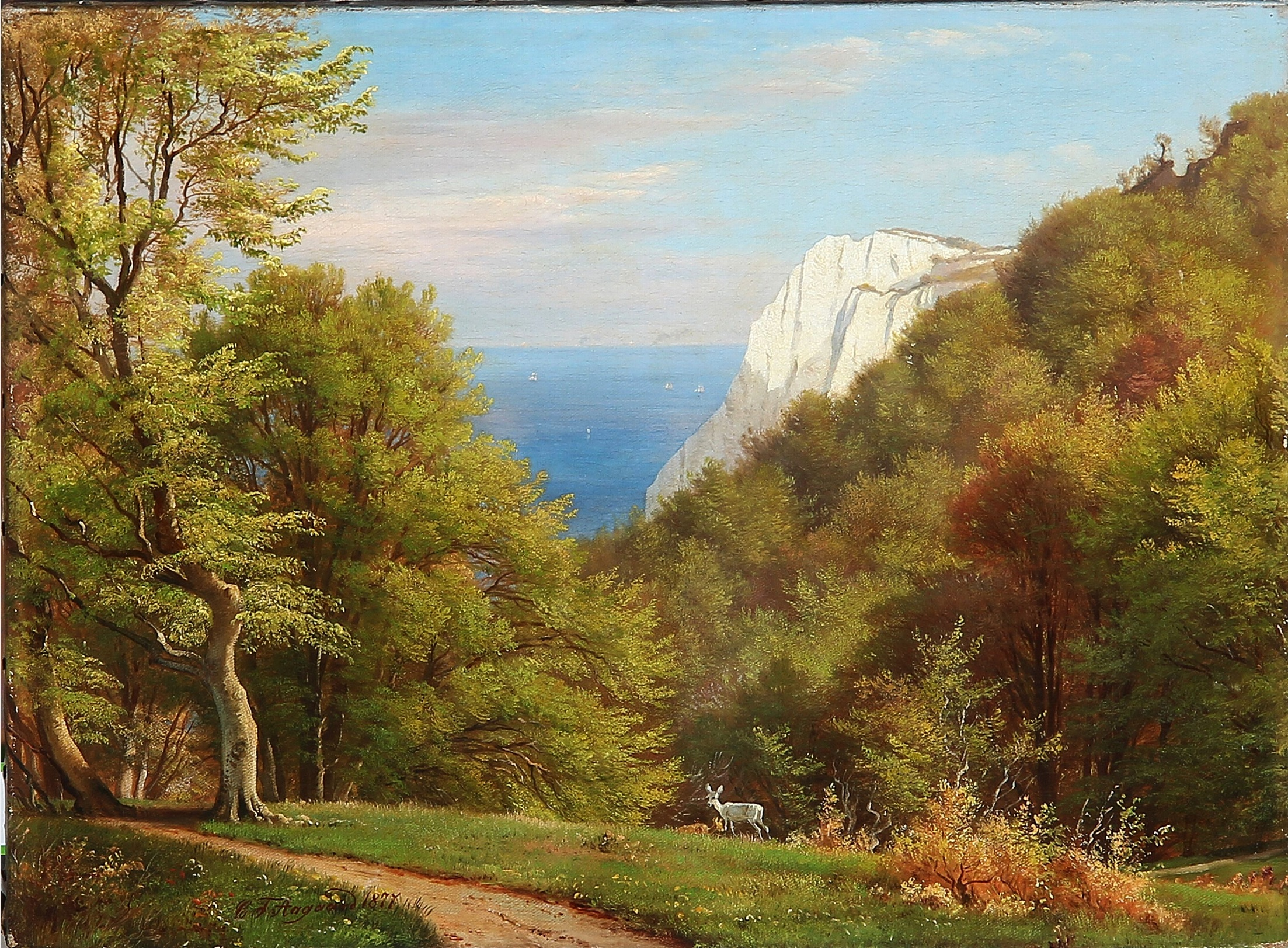
Sommertag an der Møns Klint (Öl auf Leinwand, ca. 1877)
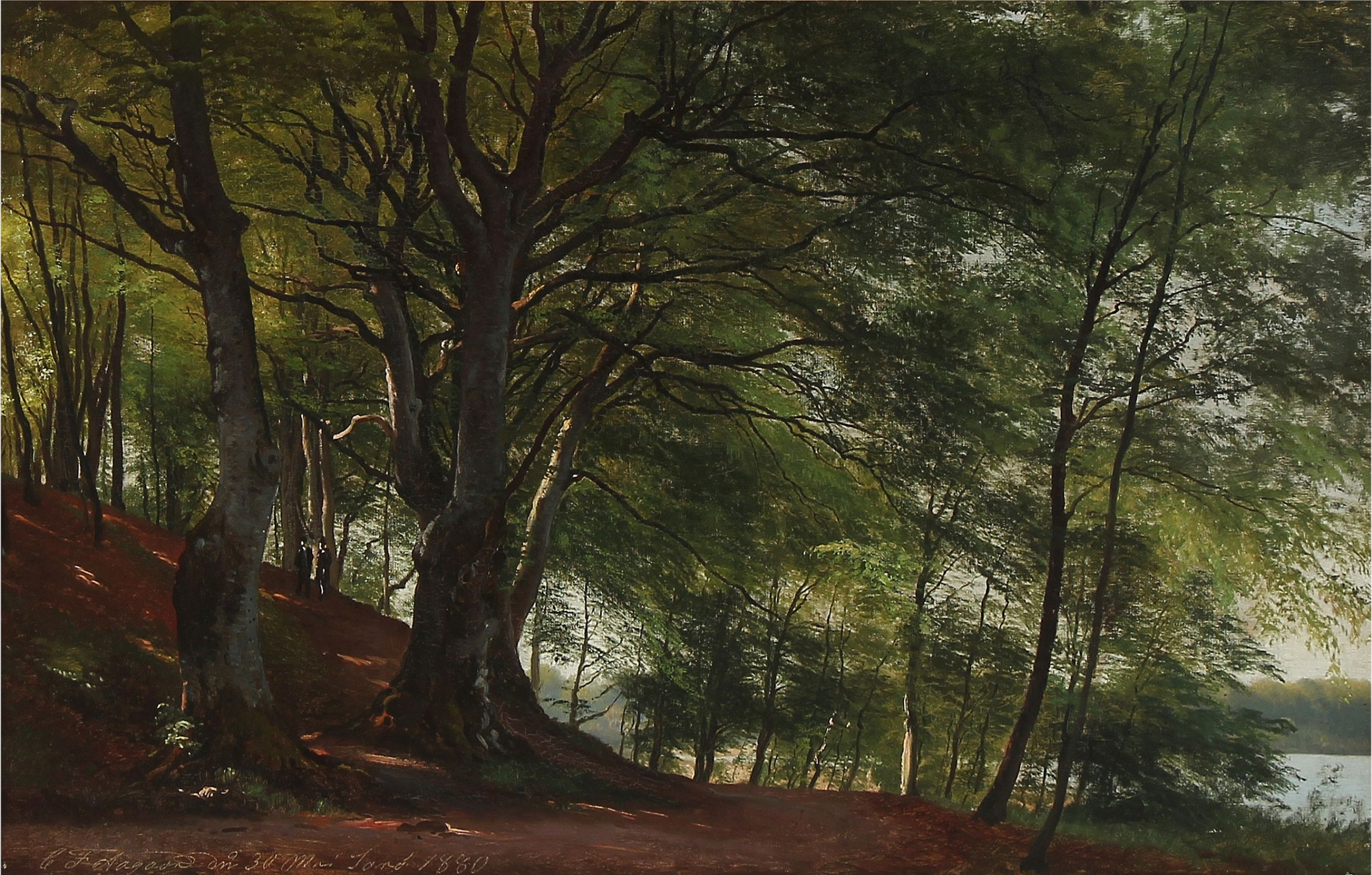
Waldszene bei Sorø (Öl auf Leinwand, 1880)
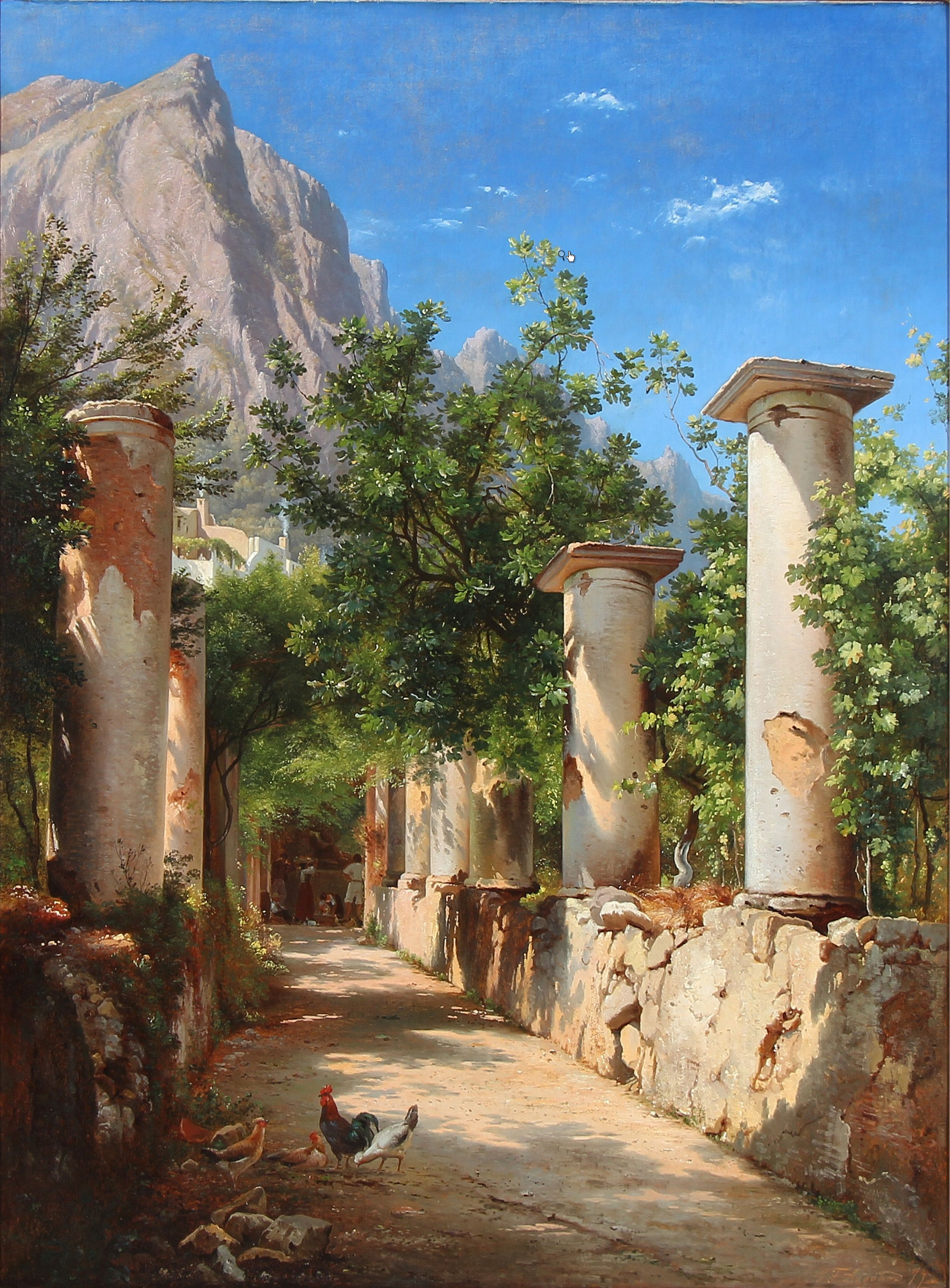
Antiker Säulengang in Italien (Öl auf Leinwand, 1874)

## Werk (Auswahl)
- Feldblumen (Fritvoksende Markblomsters), 1857
- Waldpartie aus Dyrehaven (Skovparti fra Dyrehaven), 1863
- Ansicht von Jægersborg Hirschgarten (Parti fra Jægersborg Dyrehave)
- Reifmorgen (Rimfuld Efteraarsmorgen), 1865
- Blick durch Ruinen auf den Ätna, 1871
- Dänische Sommerlandschaft mit zwei Mädchen, die Kühe tränken, 1875
- Junitag in Lellinge, 1878
- Dänische Landschaft (Dansk Landskap), 1880: Aalborg, Museum
- Wald bei Sorø, 1880
- Küste bei Amalfi, 1880
- Im Wald (I Skoven), 1880: Reykjavik, Kunstmuseum
- Kegelbahn in Sæbyskoven  (En Kegelbanen i Sæbyskoven), 1882: Stockholm, Nationalmuseum
- Parti fra Claesens Have ved Kjöbenhavn, 1885
- Sonnenuntergang bei Saltholm (Solnedgang vid Saltholm), 1889: Aalborg, Museum
- Strandlandschaft bei Saltholm (Strandparti fra Saltholm), 1890: Aalborg, Museum
- Ansicht von Hallands Väderö, 1892
- Waldstück / Ansicht des Amphitheaters in Taormina (Inde i Skoven; Fra Amfiteatret i Taormina): Odense, Fyns Stiftmuseum
- Allee bei Krogerup, 1893: Museum Lolland Falster Stiftsmuseet

## Bildnis
- Carl Wentorf (1863–1914): Bildnis des Malers C. F. Aagaard; ausgestellt: Charlottenborg 1886